# 호금조
호금조(Gouldian finch)는 오스트레일리아 북부에 사는 납부리새과의 새이다. 영어 이름 'Gouldian Finch'는 야생생활을 찾아 호주 여행에 동행한 자신의 부인 엘리자벳을 위해 박물학자 존 굴드(John Gould)가 그의 이름으로 작명한 것에서 유래한다. 몸길이는 13~14cm이다. 수컷은 화려하고 암컷은 색상이 흐리다. 매우 화려하며, 집단 사육이 가능하다. 몸의 색깔이 붉은색, 녹색, 자줏빛, 노란색이 배합되어 있으나 색은 개체 또는 품종에 따라 달라진다.

## 사진

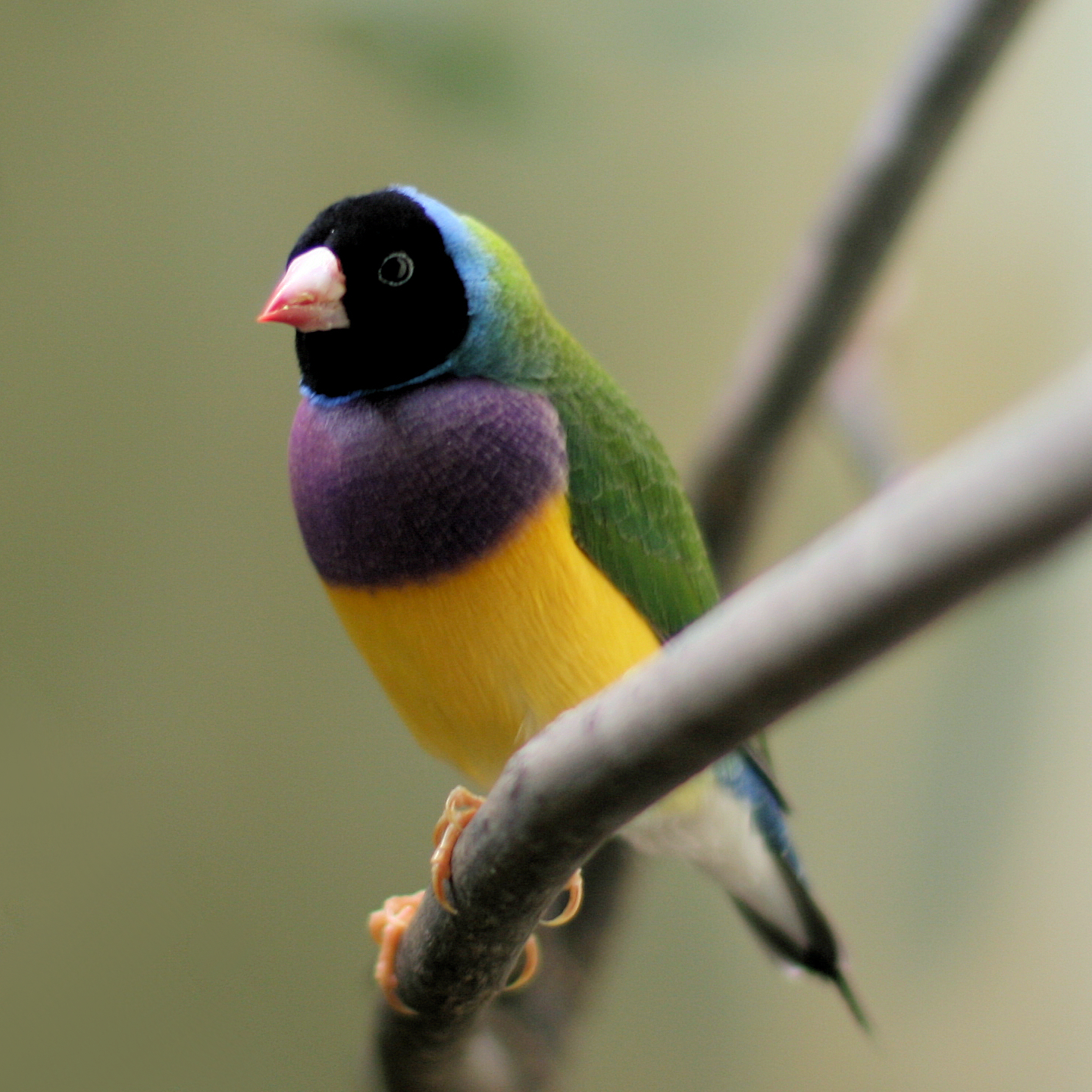
검은머리의 호금조 수컷
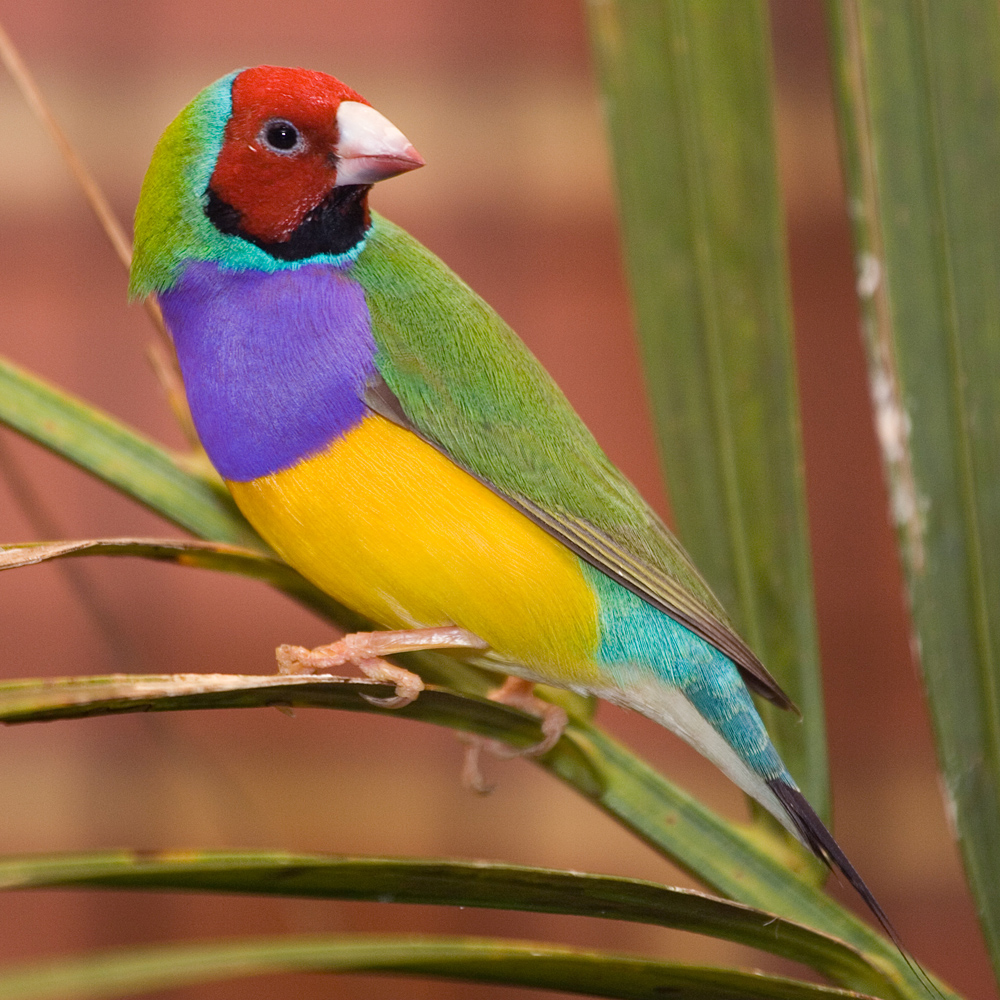
붉은머리의 호금조 수컷
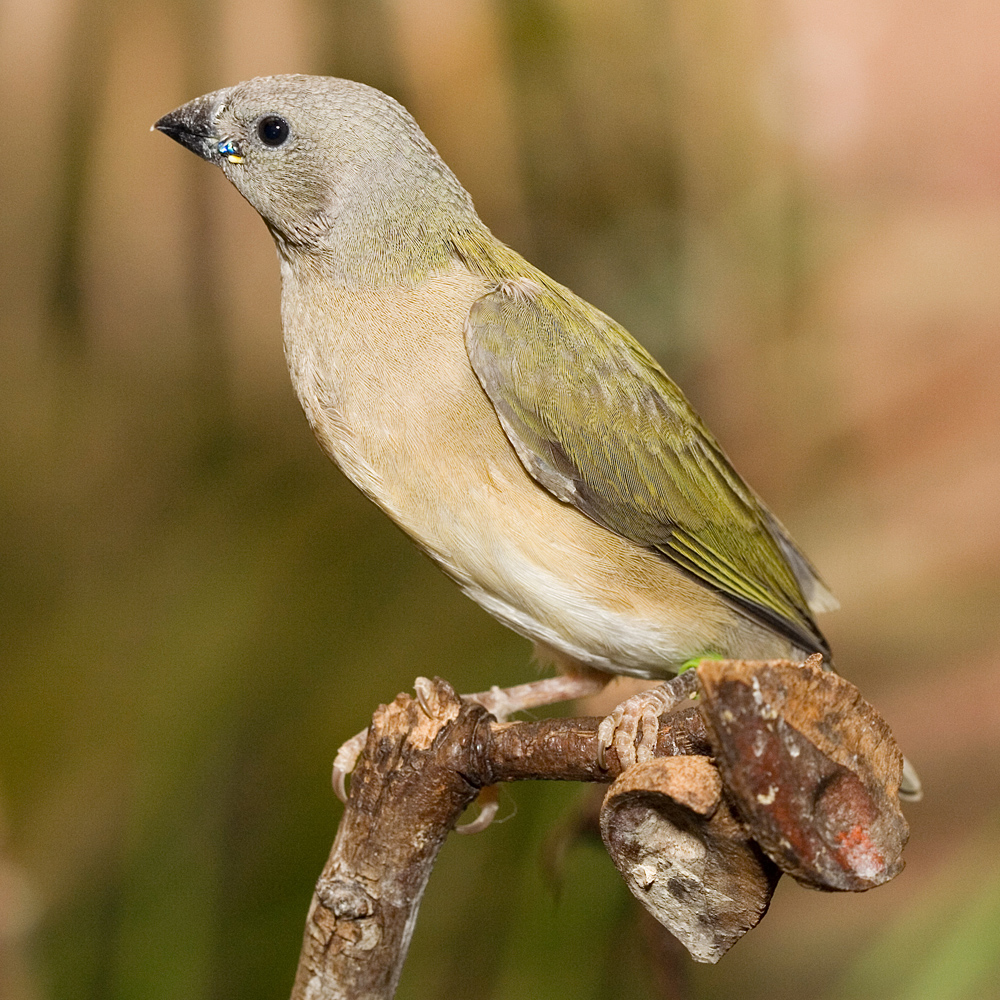
둥지밖으로 갓 나온 어린 호금조